# Pałac Goetza
Pałac Goetza – budynek znajdujący się w Brzesku, w Małopolsce. Pałac jest dawną siedzibą rodziny Goetzów-Okocimskich, właścicieli i twórców Browaru Okocim.

## Historia

### Początki
Pałac Goetzów Okocimskich wybudowany został nieopodal browaru Okocim w latach 1898–1900 przez Jana Albina Goetza, szerzej znanego jako Jan Goetz Okocimski i jego małżonkę Zofię Jadwigę z hr. Sumińskich. Rodzina Goetzów nazwała go „Nowym Pałacem” dla odróżnienia od „Starego Pałacu”, wzniesionego jeszcze na terenie browaru przez ojca Jana Albina, Jana Ewangelistę Goetza.
Pałac ma charakter neobarokowy i neorokokowy. Jego najstarszą (środkową) część oraz kaplicę wykonała wiedeńska pracownia architektoniczna Fellner & Helmer, która projektowała i budowała zamki, teatry, banki i hotele w całej ówczesnej Europie. Na uwagę zasługują zabytkowe drewniane schody w holu głównym, ze względu na architektów, podobne do schodów w Kasynie Szlacheckim we Lwowie z 1898 r. Główny korpus ukończono w roku 1900 i od tego czasu pałac był zamieszkany. W latach 1908–1909, po śmierci architekta Ferdinanda Fellnera, Jan Albin dobudował skrzydło wschodnie wraz z ogrodem zimowym (oranżerią) i palmiarnią według projektu profesora Politechniki Wiedeńskiej Leopolda Simony’ego. W 1931 roku po śmierci barona Jana Albina Goetza Okocimskiego pałac wraz z browarem odziedziczył jego syn, baron Antoni Jan Goetz.
Po wybuchu II wojny światowej Antoni Jan Goetz wraz z rodziną opuścił swoją posiadłość i nigdy już do pałacu nie powrócił. Na początku wojny w pałacu ulokowano sztab lotnictwa, a w 1941 roku sztab grupy Południe. Funkcjonowały w nim również szkoła oficerska oraz szpital wojskowy.
W rezydencji Goetzów w okresie przedwojennym gościło wiele znamienitych osobistości m.in. arcyksiążę Karol Stefan Habsburg, prezydent II RP Ignacy Mościcki czy profesor Julian Nowak, późniejszy premier II RP.

### Okres powojenny
Na mocy dekretu o nacjonalizacji PKWN z 1944 roku pałac Goetza wraz z przylegającym parkiem przeszły na własność Skarbu Państwa. W pałacu ulokowano szkołę a pierwsze zajęcia szkolne odbyły się już 12 kwietnia 1945 roku. Aż do 2002 roku mieściły się tutaj różne szkoły m.in. Liceum Ogólnokształcące i Liceum Ekonomiczne. Po przeniesieniu Zespołu Szkół Ekonomicznych i połączeniu go z Zespole Szkół Ponadgimnazjalnych nr 1 w Brzesku, obiekt pozostał niezagospodarowany, a opiekę nad nim objęło Starostwo Powiatowe.
Zgodność z prawem postanowienia o nacjonalizacji kwestionowała w 2002 roku Elisabeth Badeni, interweniując u wojewody małopolskiego. Wycofanie w późniejszym czasie tych roszczeń zaowocowało możliwością zakupu przez spadkobierców ich dziedzictwa na preferencyjnych warunkach. Na mocy uchwały z 26 czerwca 2007 roku Rada Powiatu zdecydowała o sprzedaży pałacu w drodze przetargu, z zachowaniem prawa pierwokupu przez spadkobierców Goetzów. Na mocy aktu notarialnego z 30 listopada 2007 roku dawna siedziba rodziny Goetzów powróciła do ich rąk. Od 2008 roku pałac z przyległym terenem jest własnością prywatną.

## Pałacowa kolekcja
Za czasów świetności pełen był stylowych mebli, kominków, pieców, kryształowych żyrandoli, rzeźb, obrazów (m.in. pędzla Malczewskiego, Wyspiańskiego (portrety dzieci Jana Albina), Boznańskiej, Fabijańskiego, obydwu Kossaków, Popiela, Pochwalskiego, Tondosa czy XVII-wiecznego Włocha – Giovanniego Battisty Salviego, zwanego Sassoferrato), a także starej broni oraz trofeów myśliwskich z polowań Jana Albina i jego syna, Antoniego Jana Goetza. W pałacu znajdowały się również zbiory biblioteczne. Kolekcję tę częściowo zrabowano w okresie wojennym. W PRL część zbiorów pozostała w pałacu, a pozostałe trafiły do Muzeum Przyrodniczego Polskiej Akademii Nauk w Krakowie. Na zachodniej ścianie pałacu, przed kaplicą, znajduje się tablica pamiątkowa wmurowana z okazji wybudowania „Nowego Pałacu”, zaś w samej kaplicy – dwie pamiątkowe tablice rodzinne. Kaplica mieściła rokokowy ołtarz, który w 1945 roku został przeniesiony do kościoła w Słotwinie.

## Park
Cały kompleks pałacowy otoczony był parkiem krajobrazowym typu angielskiego o powierzchni 40 ha (obecnie 17 ha z powierzchni dawnego parku, który przylega do 27 ha obszaru leśnego). Do dziś rosną tutaj 43 gatunki drzew (w tym egzotycznych), oraz 12 gatunków krzewów m.in. rododendrony, choiny kanadyjskie, tulipanowce amerykańskie, jaśminowce, berberysy, klony, buki, kasztanowce, wiązy, olchy, dęby.

## Galeria

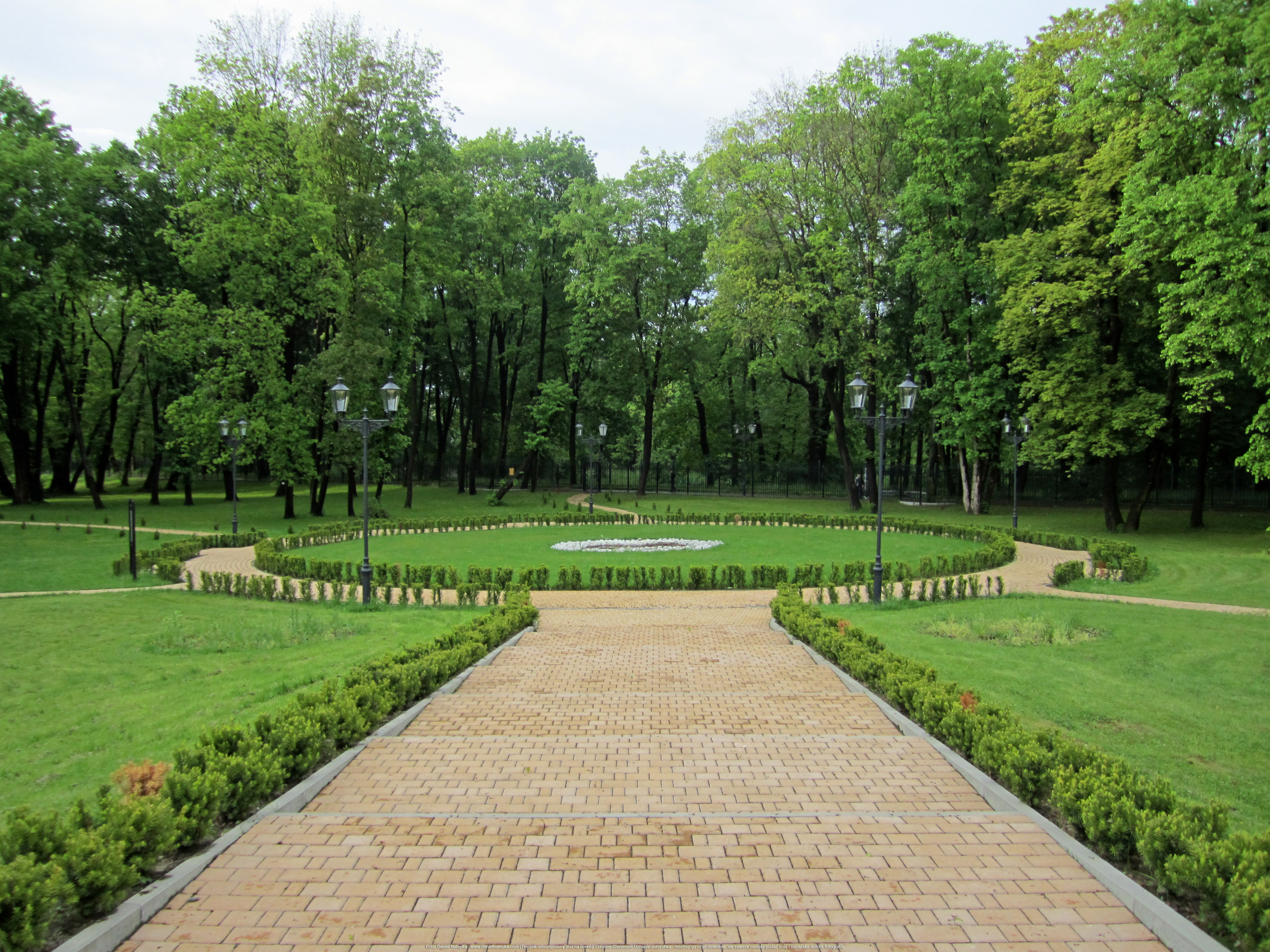
Widok z pałacu na skwer w przylegającym do obiektu parku w stylu angielskim (2014[a])
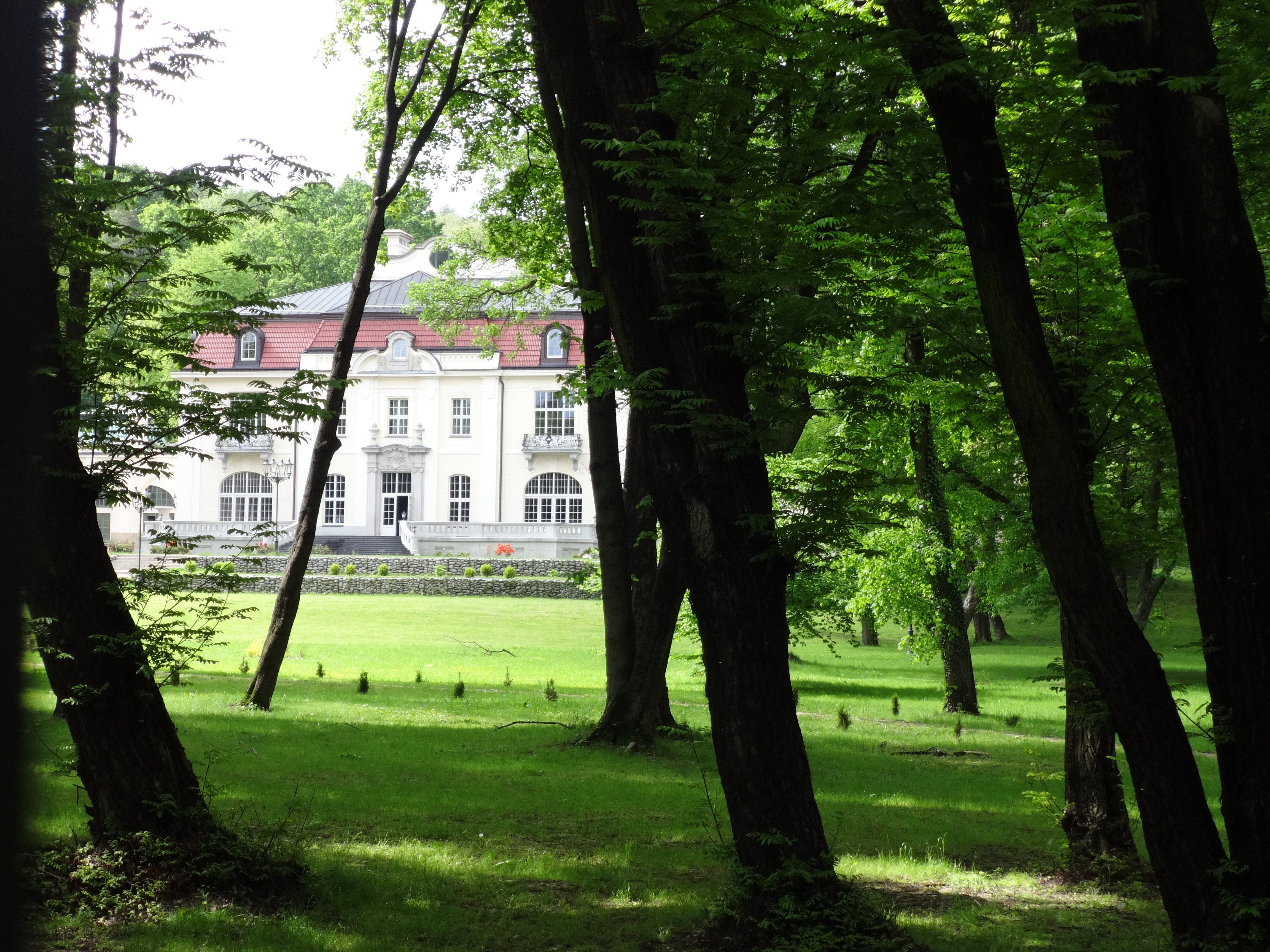
Widok na pałac od strony parku
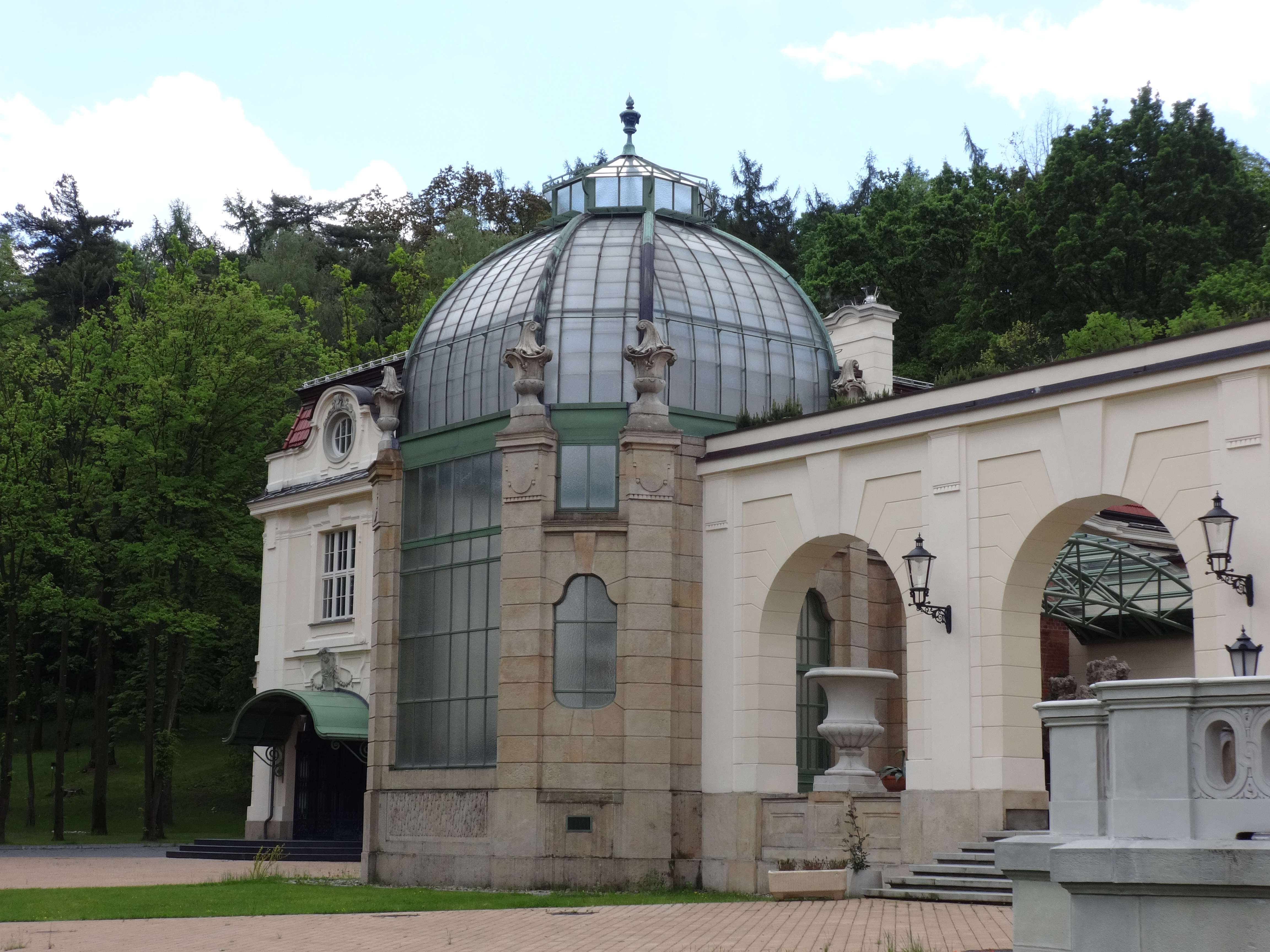
Palmiarnia ze szklanymi kopułą i dachem
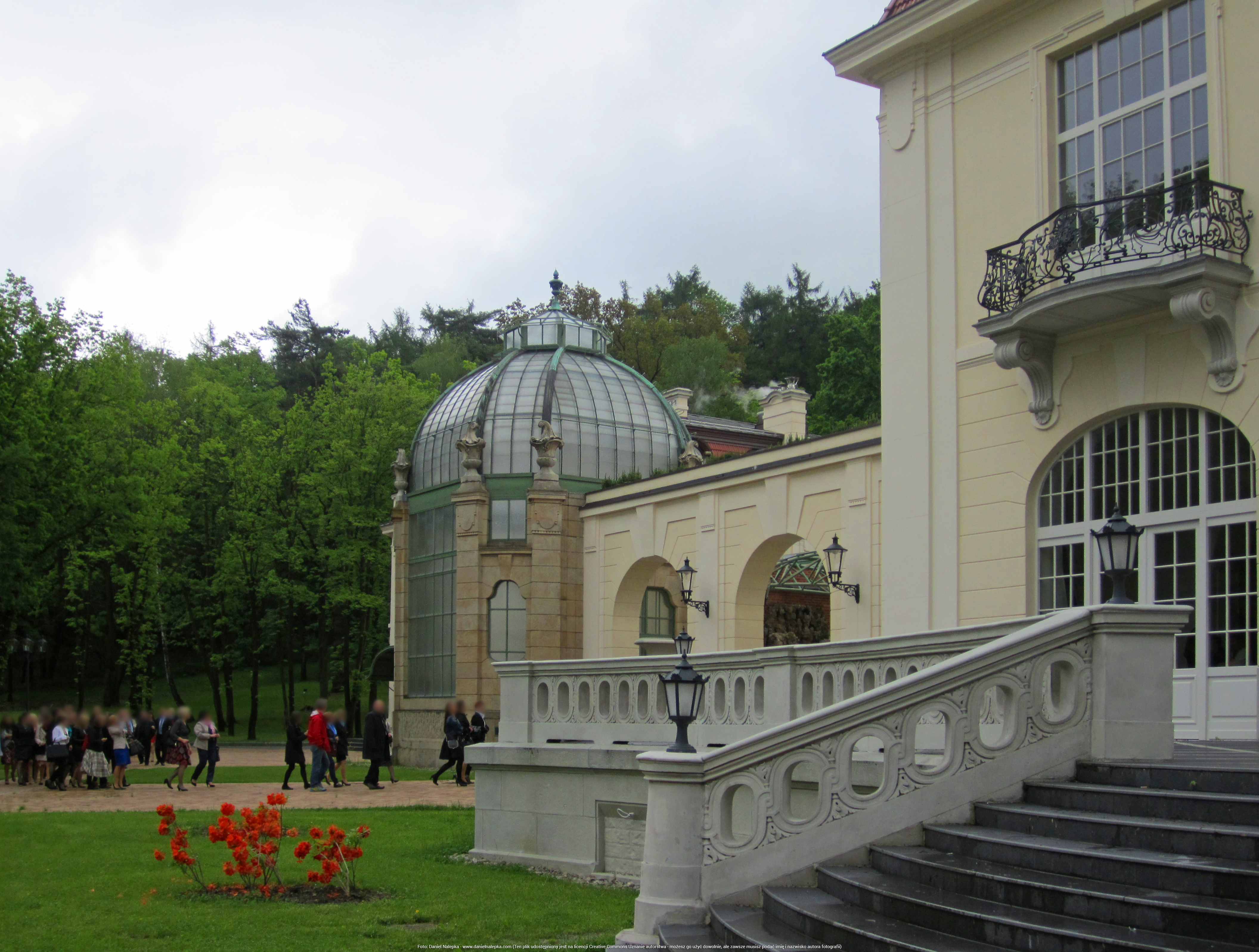
Widok na szklarnię zwaną też palmiarnią lub oranżerią (2014[a])
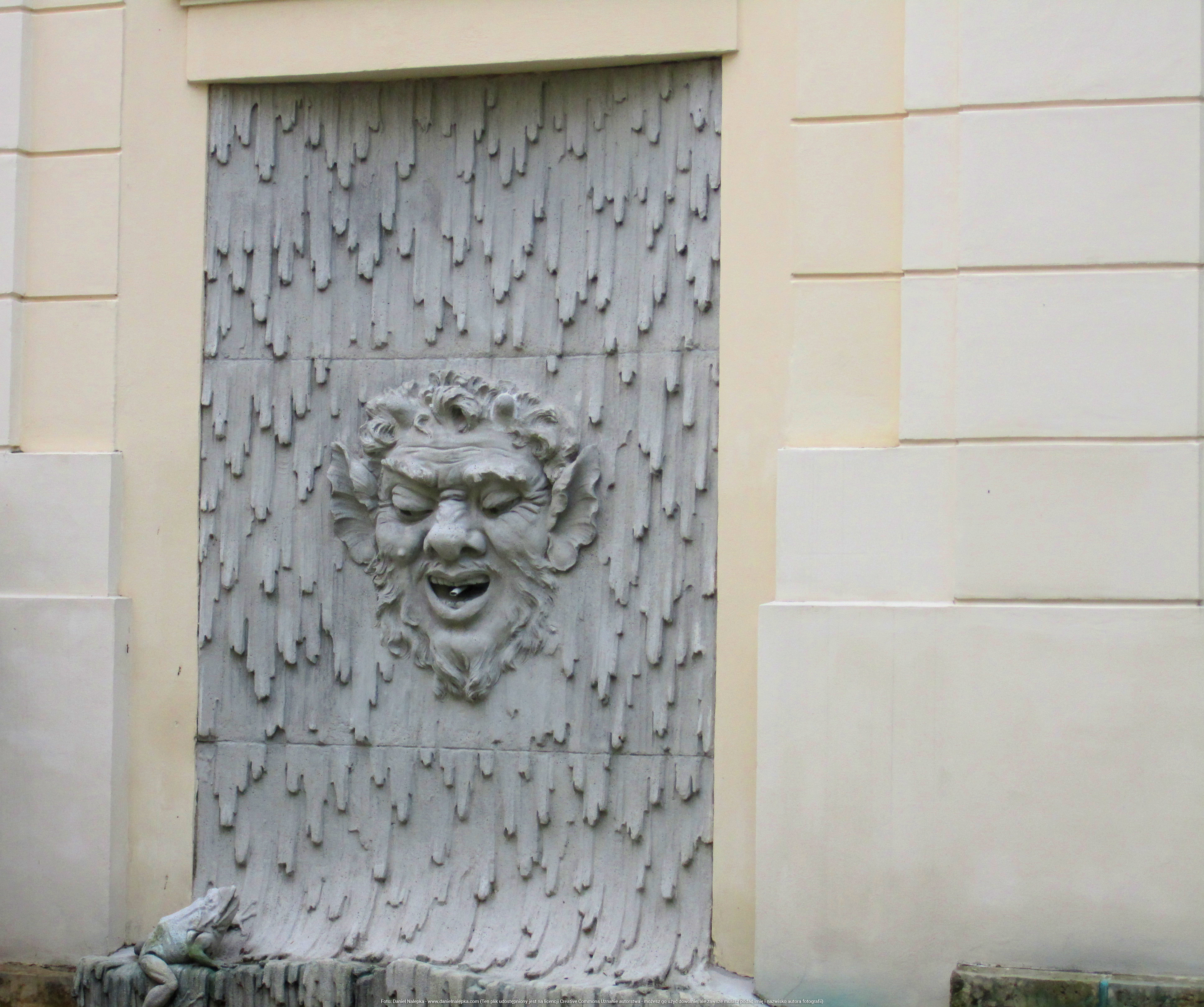
Płaskorzeźba na zewnętrznej ścianie pałacu (2014[a])
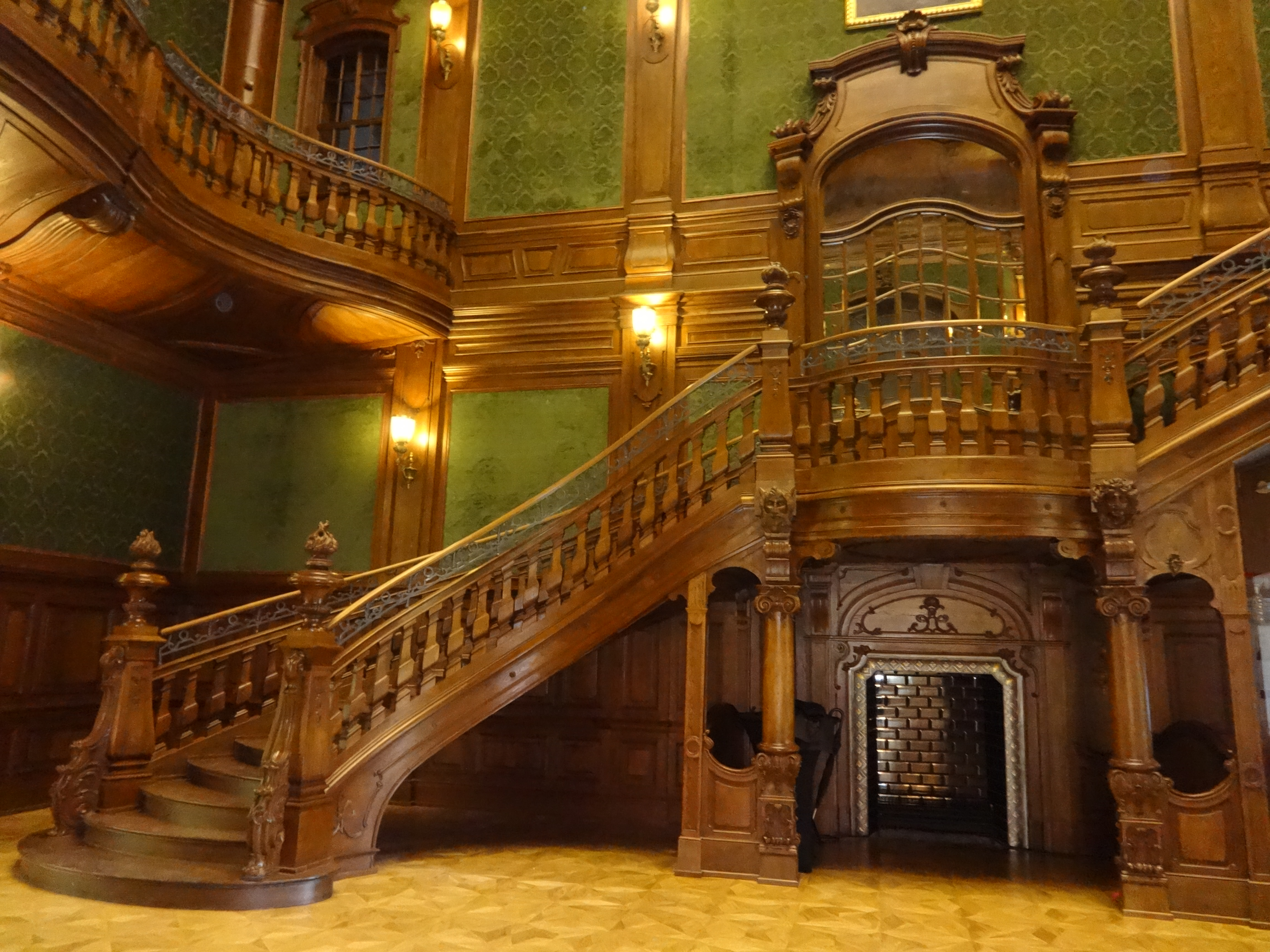
Zabytkowe drewniane schody w holu głównym[b]
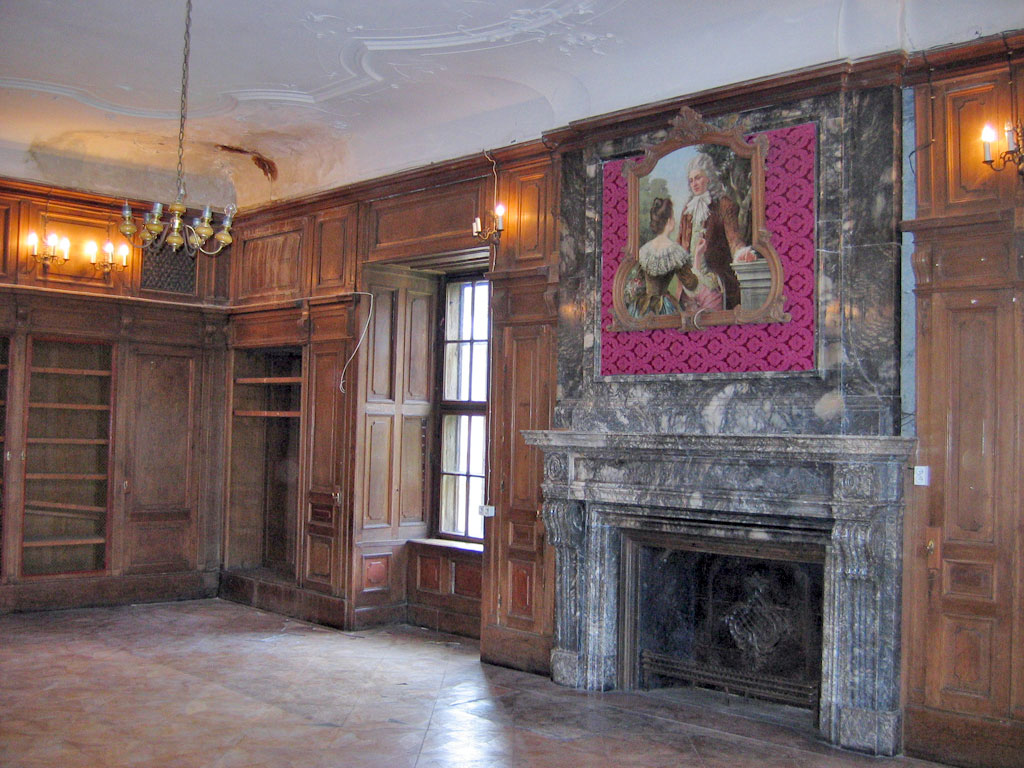
Biblioteka z marmurowym kominkiem (stan przed 2008)
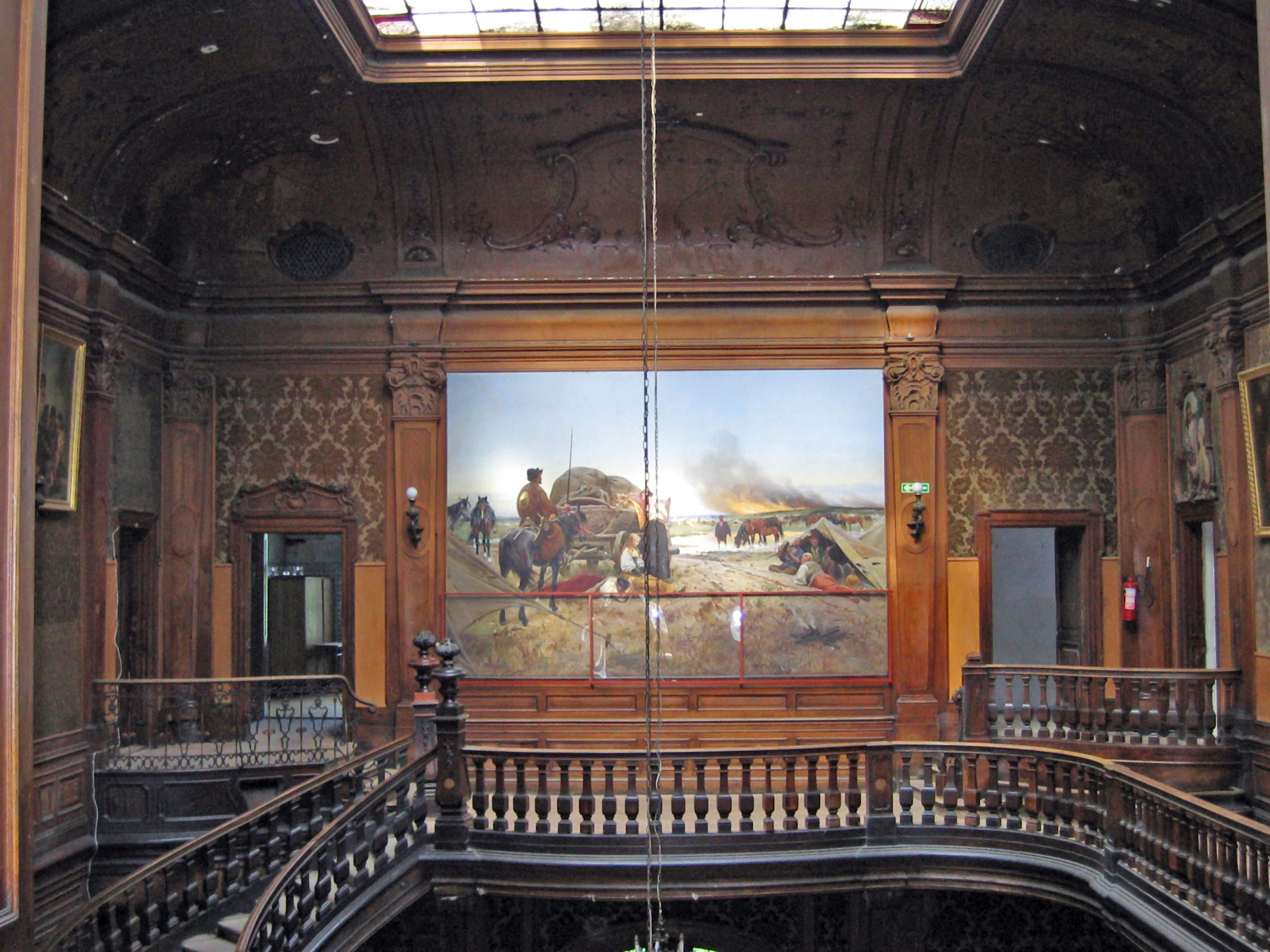
Hol główny z obrazem Popiela (stan przed 2008)
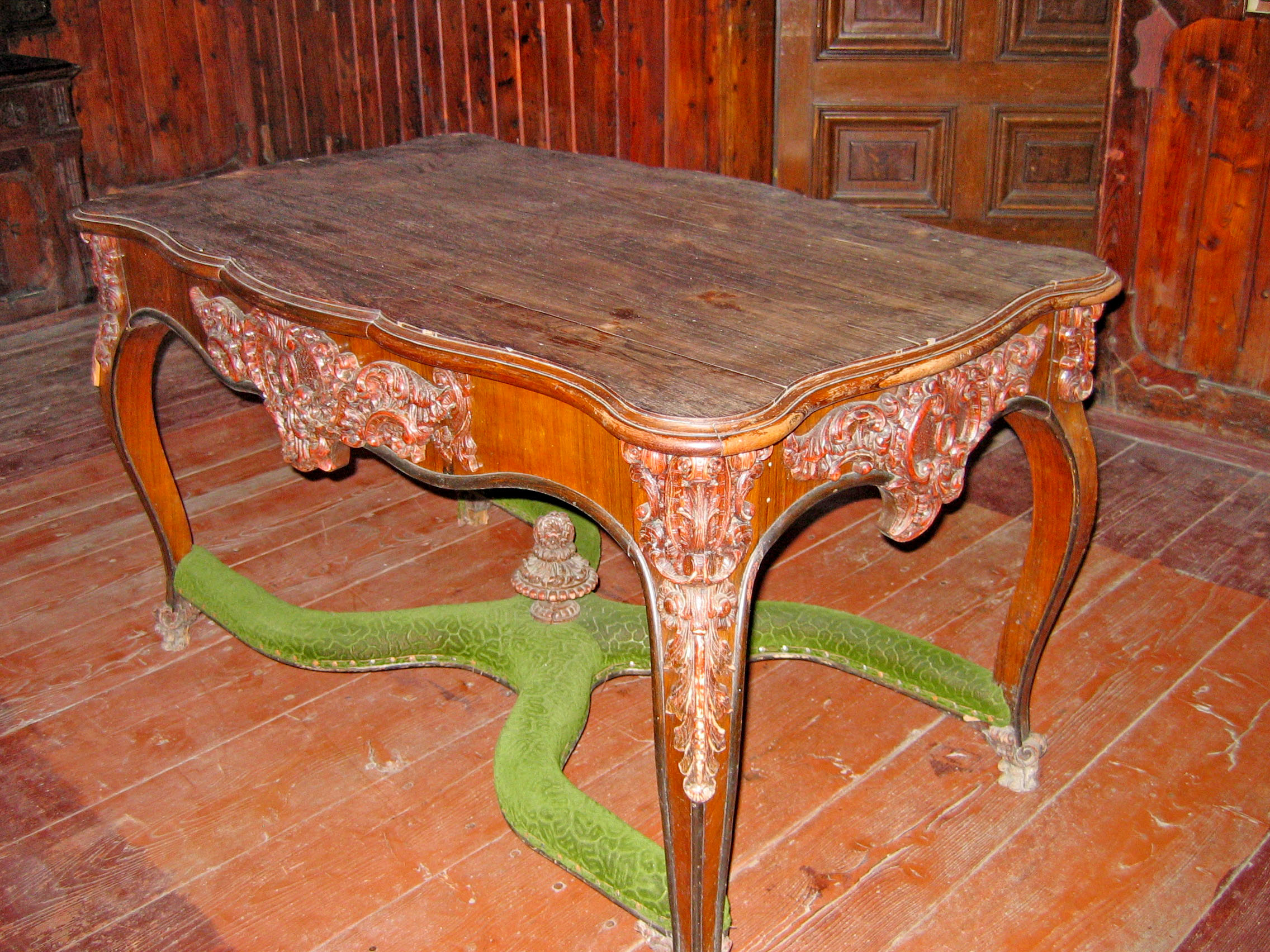
Zabytkowy stół w jednym z pokojów w pałacu
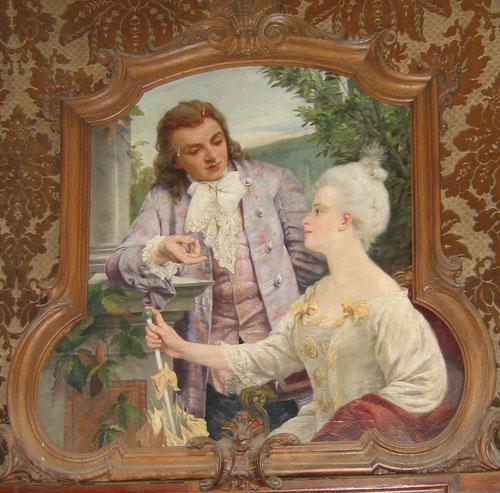
Jeden z obrazów w tzw. Holu Drewnianym, na piętrze pałacu
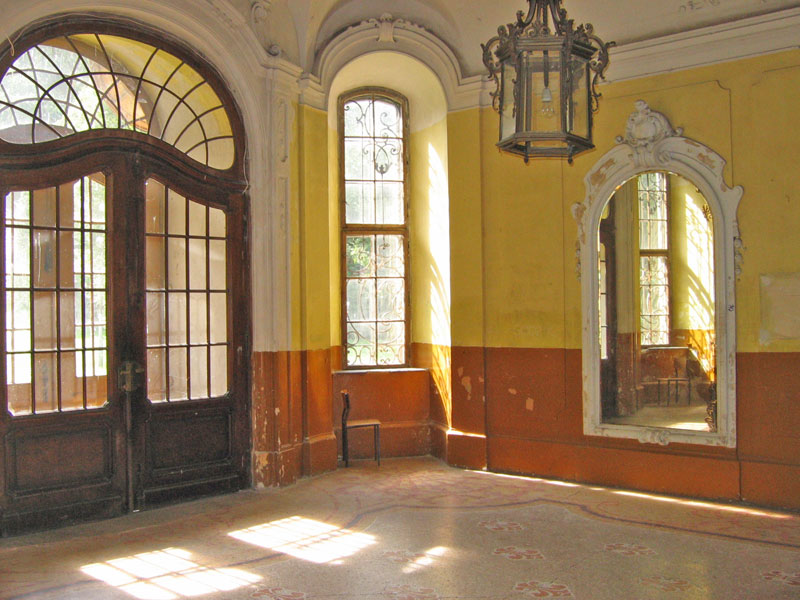
Jedno z wyjść z pałacu (przedsionek między Holem Myśliwskim a Holem Drewnianym)
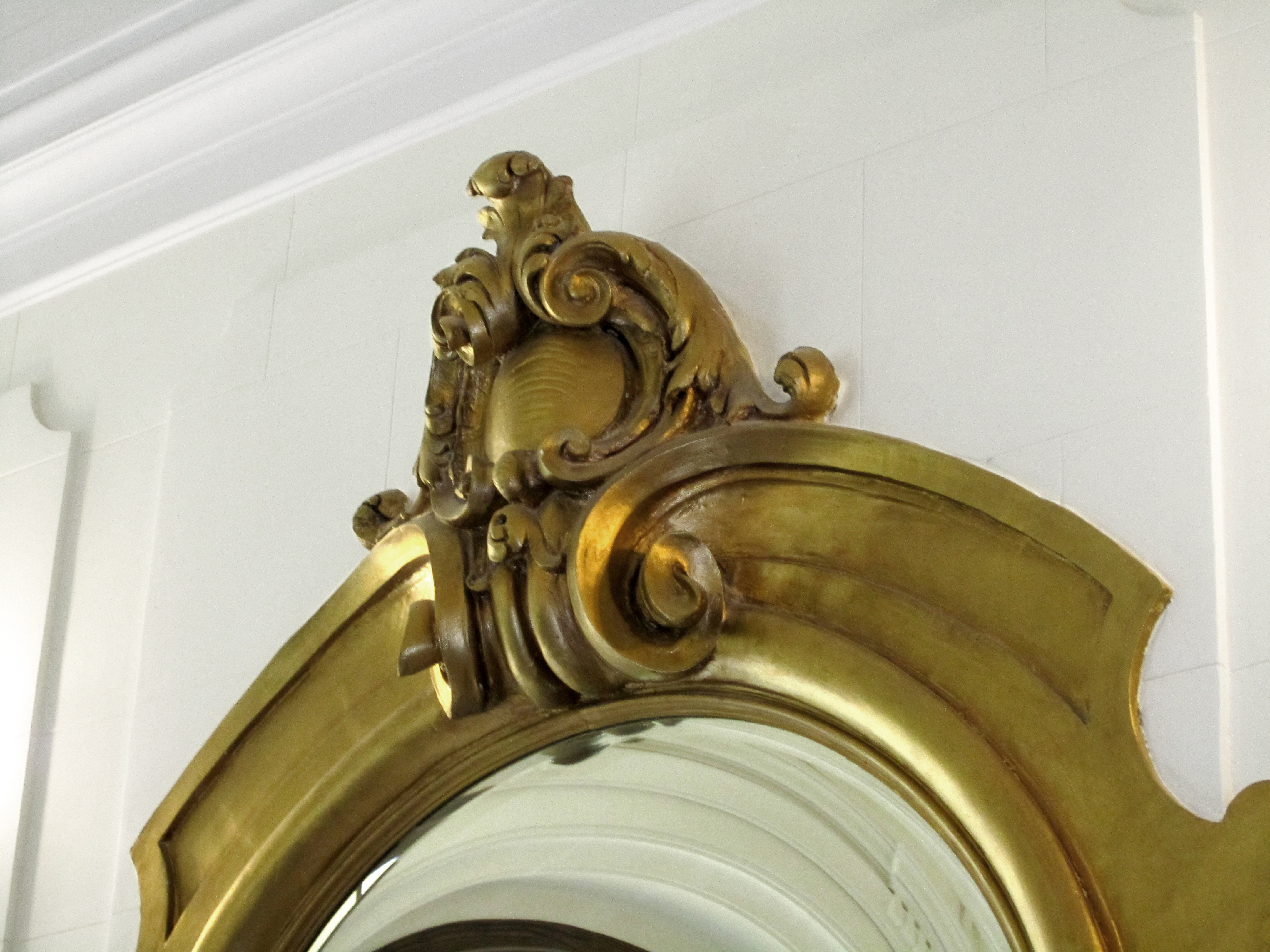
Ozdobna rama jednego z ponad 2-metrowej wysokości luster w przedsionku między holem drewnianym a myśliwskim w pałacu (2014[a])
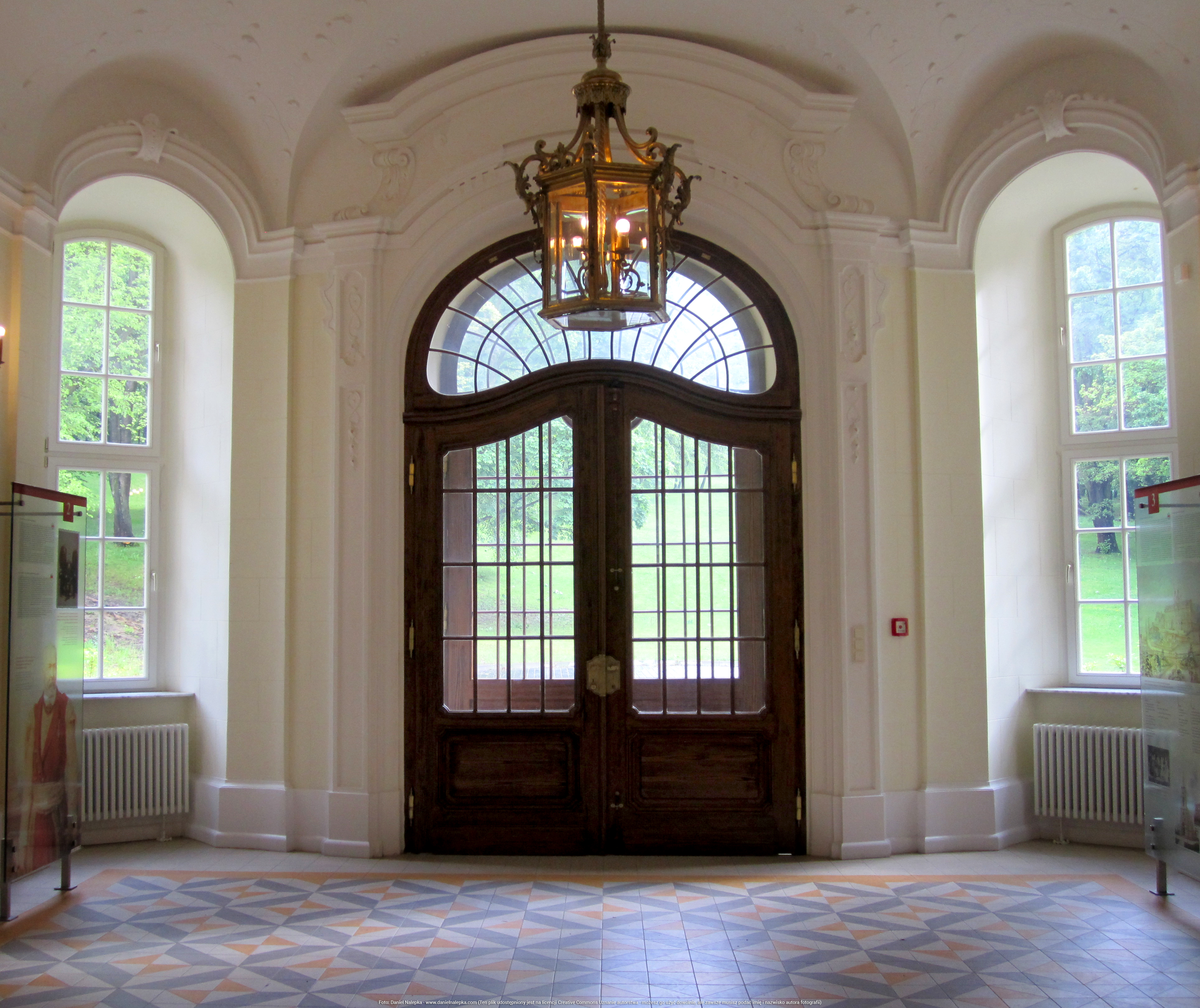
Przedsionek między holem drewnianym a myśliwskim (2014[a])
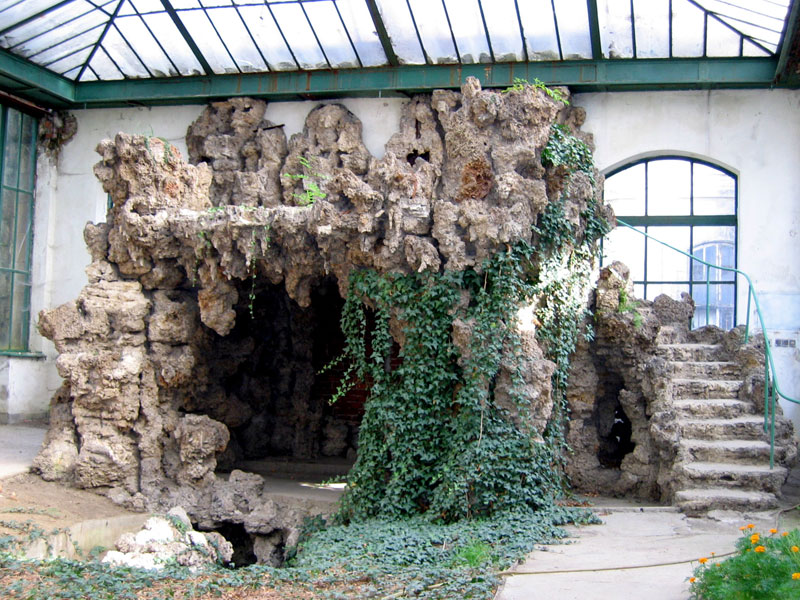
Sztucznie zbudowana grota ze skały wulkanicznej w palmiarni zwanej też oranżerią w pałacu
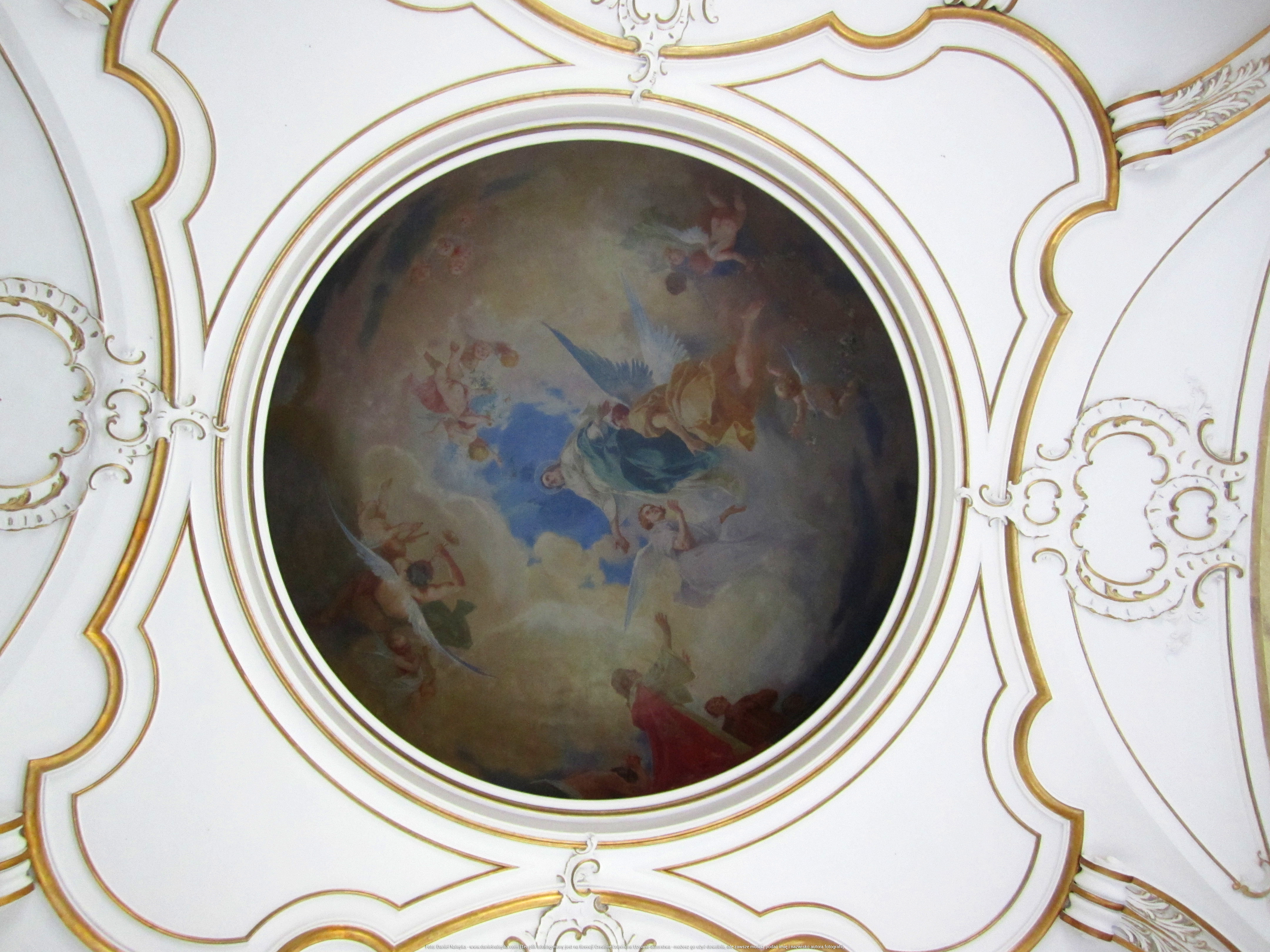
Ozdobny fresk z kaplicy na tyłach obiektu (2014[a])
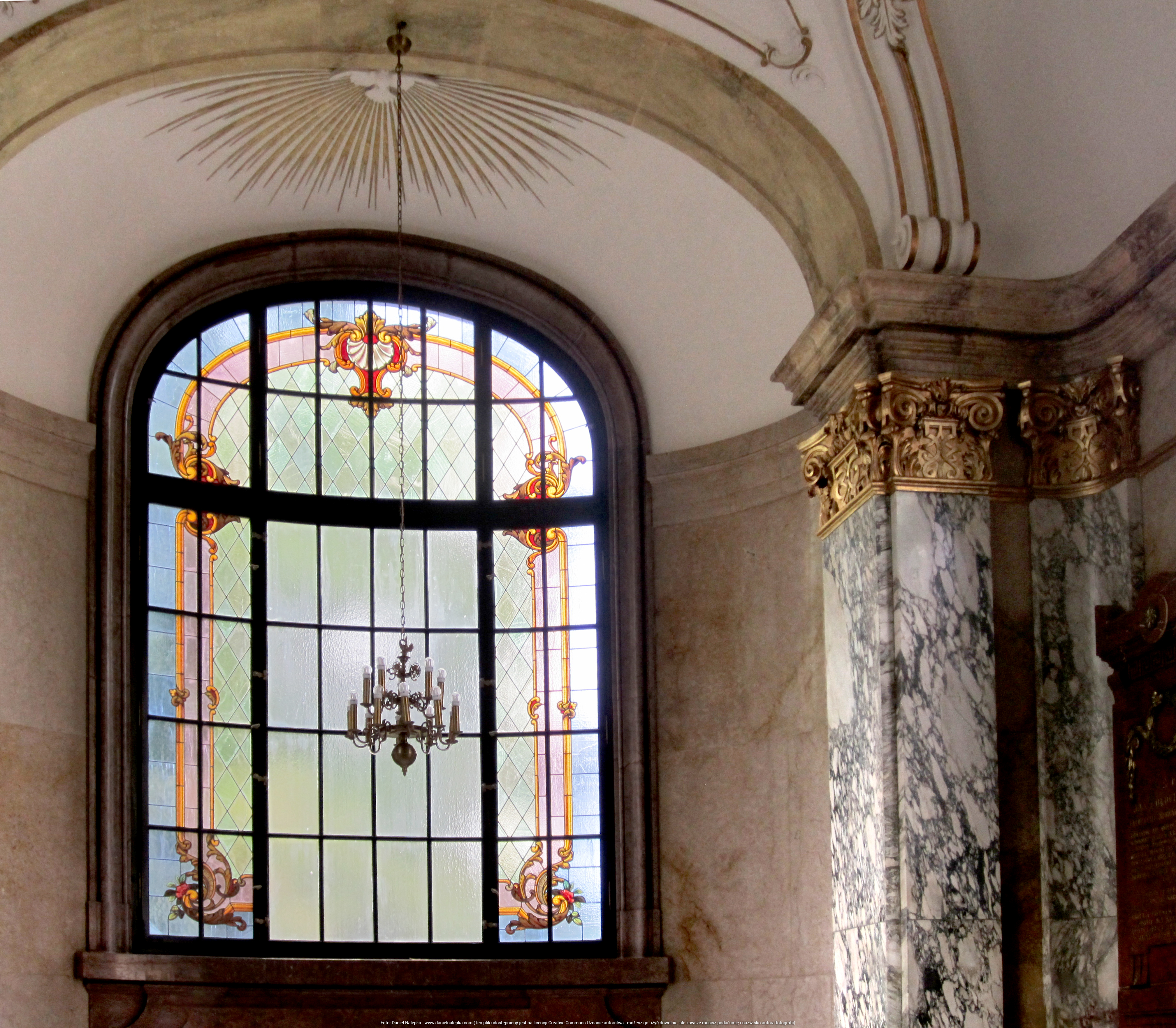
Witraż w kaplicy na tyłach pałacu (2014[a])
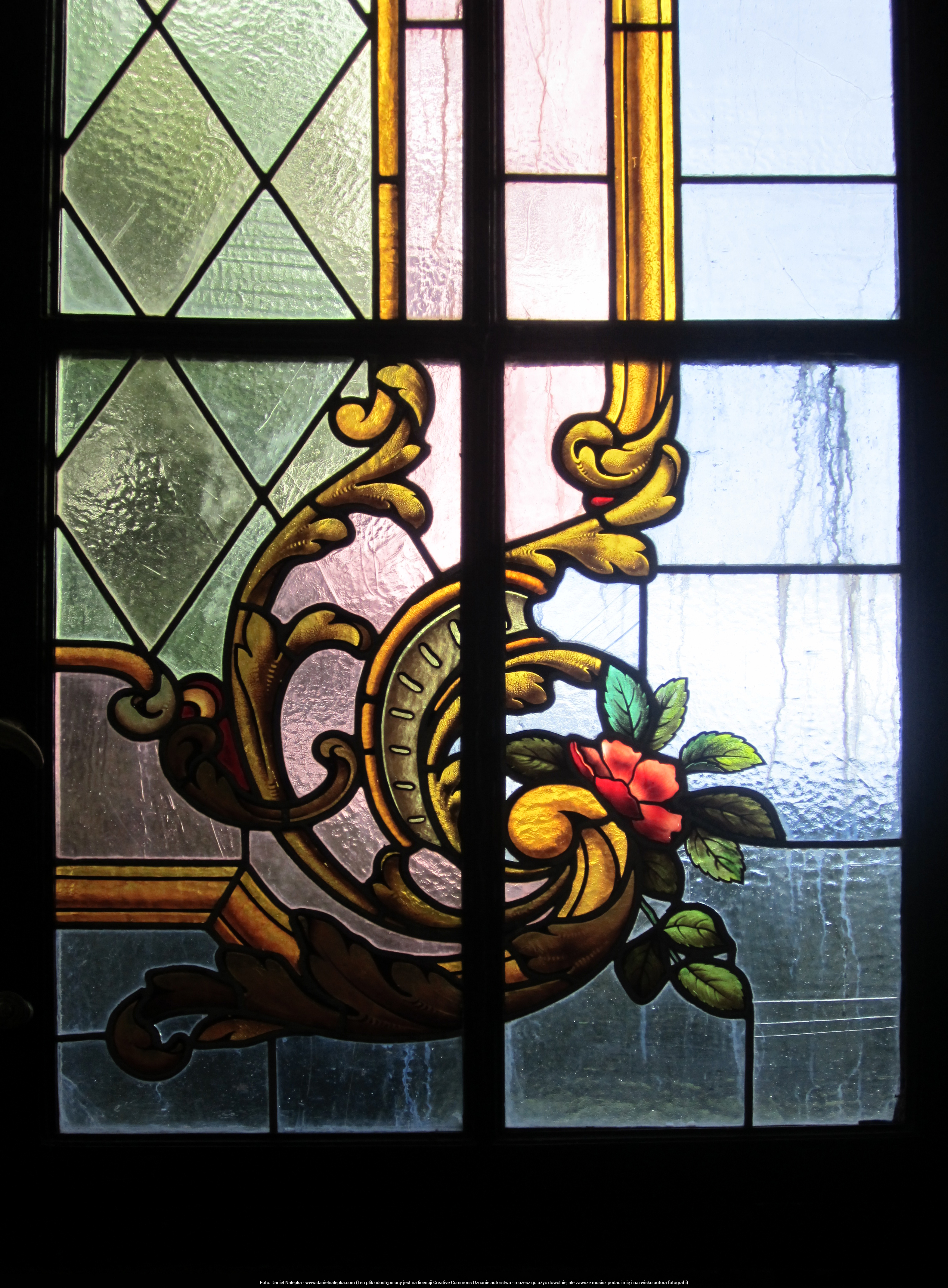
Fragment oryginalnego witrażu z kaplicy na tyłach pałacu (2014[a])
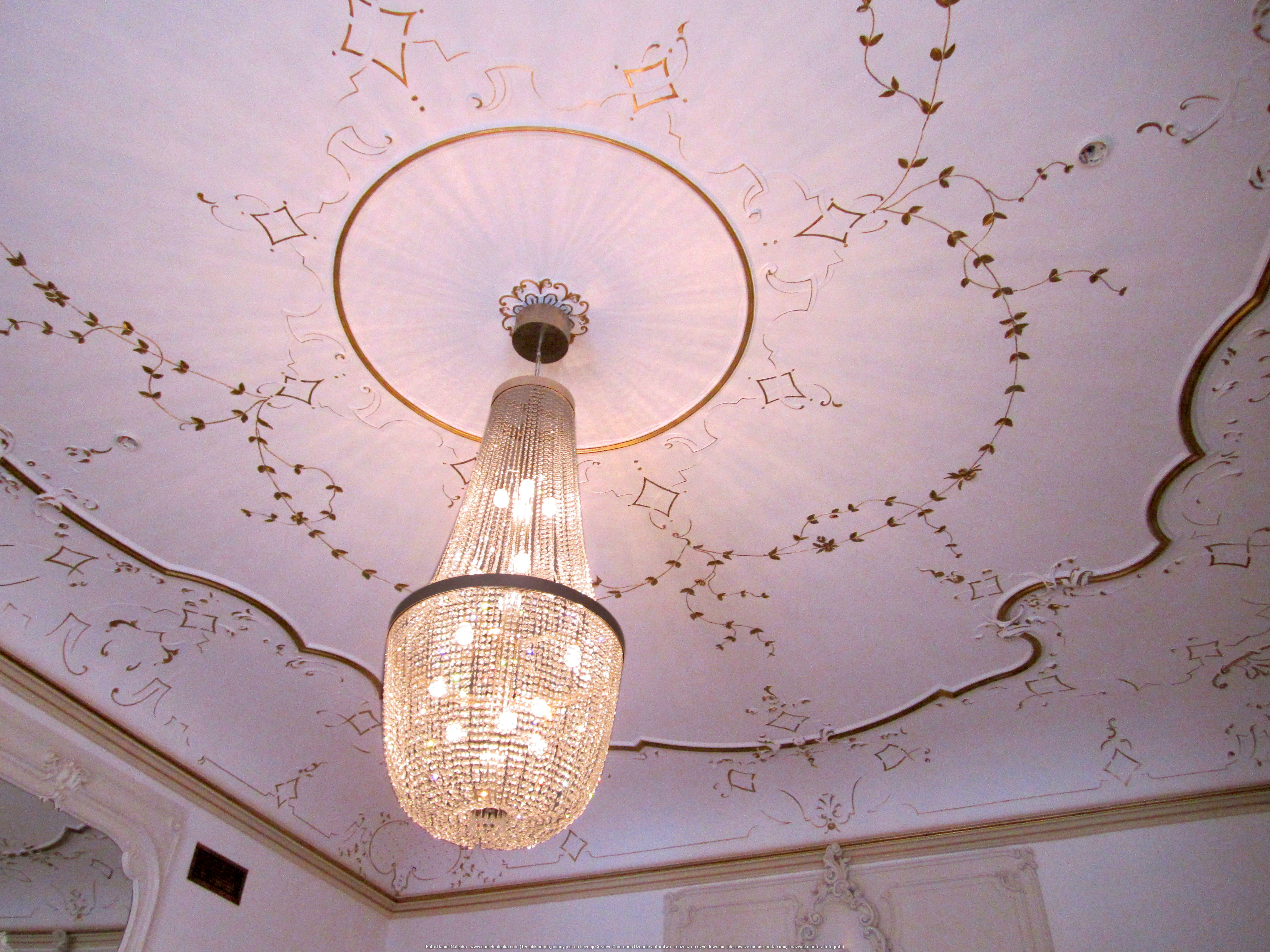
Żyrandol i bogato zdobiony sufit w jednej z pomieszczeń pałacu (2014[a])
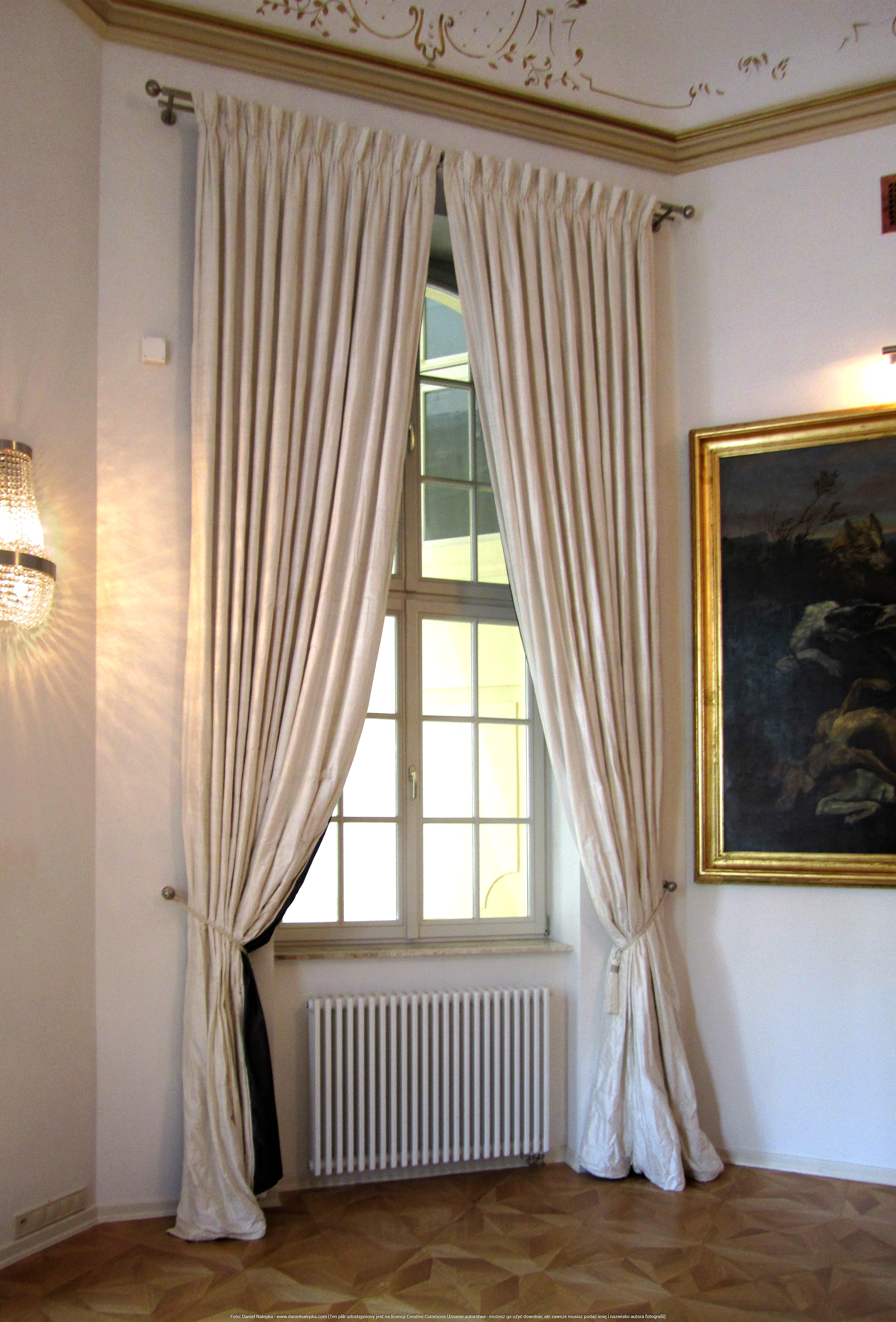
Okno w jednym z pokojów pałacu (2014[a])
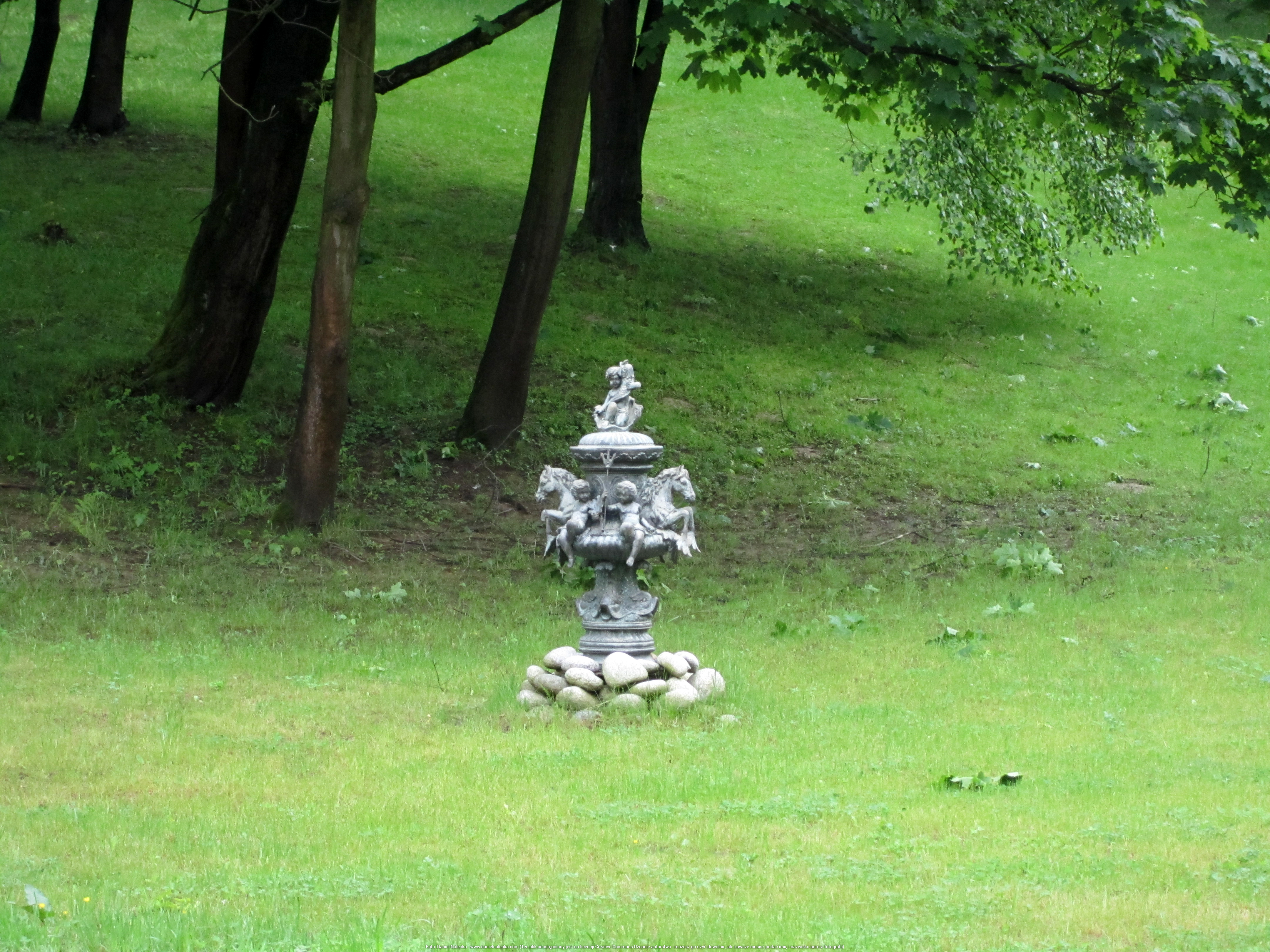
Ozdobna rzeźba ogrodowa za pałacem[c] (2014[a])